# ۶۱۹ (میلادی)
۶۱۹ (میلادی) ششصد  و نوزدهمین سال تقویم میلادی است.

## درگذشتگان
‎